# Karl Klindworth
Karl Klindworth (Hannover, 25 settembre 1830 – Oranienburg, 27 luglio 1916) è stato un pianista e editore musicale tedesco.

## Biografia
Karl Klindworth era il figlio del meccanico e imprenditore Carl August Klindworth e di Dorothea Wilhelmine (1800-1853), figlia di Johann Thomas Lamminger (1757-1805).
Da bambino, ricevette lezioni di violino e imparò a suonare il pianoforte.
All'età di diciassette anni suonò come violinista in una compagnia teatrale itinerante, e nel 1850 assunse la direzione del nuovo Liedertafel di Hannover.
Due anni dopo si trasferì a Weimar, dove prese lezioni di pianoforte con Franz Liszt
Nel 1854 si spostò a Londra, dove soggiornò per quattordici anni insegnando pianoforte. Nella capitale inglese incontrò Richard Wagner nel 1855, divenendone amico per tutta la vita.
Dal 1868 assunse il ruolo di insegnante di pianoforte dapprima al Conservatorio di Mosca, su invito di Nikolaj Grigor'evič Rubinštejn, e successivamente a Berlino.
Dopo la morte di Rubinstein, nel 1893, si stabilì a Berlino, fu il promotore ed il fondatore di una scuola di pianoforte, che fu accorpata assieme al Conservatorio Scharwenka; inoltre diresse la Filarmonica ed i concerti della Società Wagner locale, assieme a József Joachim e a Franz Wüllner.
Dopo aver terminato la carriera di insegnante nel 1898, Klindworth rimase attivo come pianista e direttore d'orchestra, ma si dedicò sempre più alla pubblicazione di libri.
Nel 1907, Klindworth e sua moglie adottarono una bambina inglese di dieci anni, Winifred Williams, che nel 1915 sposò Siegfried Wagner e nel 1930 diventò direttrice del Festival di Bayreuth.
Ha curato l'edizione delle opere di Bach, di Mendelssohn, una edizione delle sonate per pianoforte di Beethoven e di Fryderyk Chopin, oltre ad una riduzione per pianoforte della Tetralogia di Wagner.

## Opere

### Opere per piano
- Concert-Polonaise
- Polonaise-Fantaisie

### Arrangiamenti e riduzione per pianoforte
- Hector Berlioz: selezione da La damnation de Faust;
- Pjotr Iljitsch Tschaikowski: Roméo et Juliette, per due pianoforti, Francesca da Rimini, per quattro pianoforti;
- Wolfgang Amadeus Mozart: Requiem, per pianoforte;
- Franz Schubert: Große C-Dur-Symphonie, per pianoforte;
- Richard Wagner: Rienzi, Der fliegende Holländer, Tannhäuser, Lohengrin, Tristan und Isolde, Die Meistersinger von Nürnberg, Der Ring des Nibelungen, Parsifal

### Edizioni
- Frédéric Chopin: Opere complete, 6 volumi, Mosca, 1873–1876;
- Ludwig van Beethoven: Sonate per piano., 3 volumi, Berlino, 1884;
- Johann Sebastian Bach: Das wohltemperierte Klavier, Magonza, 1894;
- Felix Mendelssohn Bartholdy: Canzoni senza parole Londra, 1898;

### Lezioni di piano
- Die Kunstfertigkeit im Klavierspiel, 24 Übungsstücke in allen Dur- und Moll-Tonarten, Magonza, 1897;
- Novello's School of Pianoforte Music, Londra, 1902;
- Elementar-Klavierschule, Londra, Magonza, 1903;
- 24 Übungsstücke in allen Dur- und Moll-Tonarten zur Ausbildung der Kunstfertigkeit im Klavierspiel, letztes Ergänzungsheft zur Klavierschule von Bertini

### Lettere e scritti
- Einst und Jetzt in England, Bayreuth, 1898;
- Gedenken und Gedanken aus Karl Klindworths Briefen nach Wahnfried, Bayreuth, 1916;
- Unveröffentlichte Briefe Karl Klindworths an Tschaikowski, Berlino, 1965.